# Schetpe
Schetpe (kazajo y ruso Шетпе) es un lugar en Kazajistán.

## Geografía
Schetpe se encuentra en el oeste de Kazajistán, en la provincia de Mangystau, a unos 100 kilómetros al noreste de Aktau en la península de Mangyshlak. El lugar está ubicado en una depresión en la cordillera de Mangystau, una cordillera de hasta 500 metros de altura, que se compone principalmente de piedra caliza y arenisca. El oeste de Qaratau se eleva al noroeste de Schetpe y el este de Qaratau al sureste.
Schetpe es la sede administrativa del distrito de Mangystau.

## Población
En el censo de 1999, Schetpe tenía 10 237 habitantes. El último censo en 2009 mostró una población de 12 223 para el lugar. La extrapolación de la población dio como resultado una población de 17463 al 1 de enero de 2021.